# Куреваниха
Куреваниха — деревня в Устюженском районе на юго-западе Вологодской области.
Входит в состав Залесского сельского поселения (с 1 января 2006 года по 9 апреля 2009 года входила в Хрипелевское сельское поселение), с точки зрения административно-территориального деления — в Хрипелевский сельсовет.
Расстояние до районного центра Устюжны по автодороге — 20 км, до центра муниципального образования деревни Малое Восное по прямой — 11 км. Ближайшие населённые пункты — Старое Квасово, Дубровка, Алекино, Поповка, Перя.

## История
В конце XIX века и в начале XX века деревня административно относилась к Староквасовской сельской общине Маловосновской волости Устюженского уезда Новгородской губернии.
С 1918 года по 1927 год — в составе Устюженского уезда Череповецкой губернии, с 1927 года по 1937 год — в Ленинградской области (с 1927 года по 1930 год — в Череповецком округе), с сентября 1937 года — в Вологодской области.
Жители деревни были прихожанами церкви Преображения Господня (1781 г.) в селе Перя.
По ревизии 1858 года (X ревизской сказке) в деревне было 7 хозяйств. Проживало 47 человек (мужчин - 23, женщин - 24).
По "Статистико-экономическим сведениям по селениям и общинам Устюженского уезда" в 1895 году в деревне было 24 хозяйства. Проживало 133 жителя: мужчин - 62 (из них работников - 33), женщин - 71 (из них работниц - 32). Сверх того было 4 безземельных хозяйства, где проживало 11 человек: мужчин - 7 (из них работников - 4), женщин - 4 (из них работниц - 1). В деревне числилось: лошадей - 28, коров - 42, овец - 42, свиней - нет. Хозяйств с одной лошадью - 21, с двумя - 2, с тремя и более - 1.
Согласно «Списку населенных мест Новгородской губернии за 1911 г.» в деревне было 27 занятых постройками дворовых мест, на которых было 48 жилых строений. Жителей обоего пола - 154 человека (мужчин - 73, женщин - 81). Главное занятие жителей - земледелие, подсобное занятие - отхожий заработок. Ближайший водоем - пруд. В деревне имелся хлебо-запасной магазин.
Недалеко от деревни, на реке Кать, находилась усадьба Никольское, принадлежавшая Марье Константиновне Соколовой. В усадьбе было 2 жилых строения (на 1895 год - 4 - жилых, 13 - хозпостройки), проживало 8 человек: мужчин - 3, женщин - 5, главное занятие жителей - земледелие. (На 1895 год было: лошадей - 15, коров - 51, свиньи - 2. В хозяйстве имелась молотилка с конным приводом завода Милютина, две бороны-зигзаг и веялка-сортировка рижская. Было 10 наёмных работников: мужчин - 6, женщин - 4). При усадьбе имелась водяная мельница.
В 1930 году в деревне был образован колхоз "Животновод", который просуществовал до 1950 года. После объединения колхозов деревня вошла в состав колхоза "Металлист". При дальнейшем укрупнении сельскохозяйственных предприятий Устюженского района, деревня вошла в состав колхоза "Светлый путь".

## Демография
| 2010 |
| ---- |
| 5    |

Население по данным переписи 2002 года — 9 человек.

## Достопримечательности
В центре деревни, на месте дома где родился Богатырев Василий Васильевич, Герой Советского Союза, установлен памятник.

## Археология, палеогенетика и антропология
В деревне Куреваниха, рядом с местом впадения реки Кать в Мологу находится комплекс курганов XI — XII веков. Весной 2008 года могильник у деревни Куреваниха, включающий сопки и полусферические курганы, был варварски разрушен грабительскими раскопками. У образца VK160 определена митохондриальная гаплогруппа C4a1a+195 (C4a1a-a*) и Y-хромосомная гаплогруппа R1a (R1a1a1b-Z645>R1a1a1b1-Z283>R1a1a1b1a-Z282>R1a1a1b1a1b1c-YP417>YP1137>BY152492*). У образца VK161 определена митохондриальная гаплогруппа T2b и Y-хромосомная гаплогруппа CE.
С. Л. Санкина отмечала, что: «По результатам многомерного статистического анализа серия черепов из Куреванихи однозначно была отнесена к скандинавским. Ближайшими аналогиями для нее, как и для староладожской определены группы Швеции и Исландии, а также ливы». Её утверждения вызвали недоумение у антрополога Д. В. Пежемского, считающего, что эническую принадлежность средневековых групп населения методами антропологии определить нельзя.

## Известные жители
Богатырёв Василий Васильевич (15.02.1922 - 03.04.1945) - уроженец деревни Куреваниха, гвардии лейтенант, танкист, участник Великой Отечественной войны. За время войны был награждён орденом Ленина, орденом Красного Знамени, орденом Отечественной войны 2-й ст., орденом Красной Звезды. В 1946 году "За образцовое выполнение боевых заданий командования ... и проявленные при этом отвагу и геройство" указом Президиума Верховного Совета СССР присвоено звание Героя Советского Союза (посмертно).